# Svengali (Fiktive Figur)
Als Svengali bezeichnet man eine Person im Hintergrund, die eine andere Person stark beeinflusst oder sogar manipuliert, wie etwa ein einflussreicher Manager den von ihm betreuten Künstler. Besonders in angelsächsischen Ländern wird die Bezeichnung häufig für einen Strippenzieher mit bösen Absichten verwendet.
Der Ausdruck stammt von der gleichnamigen Figur der Horror-Erzählung Trilby von George du Maurier von 1894, in der das völlig unmusikalische Mädchen Trilby unter Hypnose vom dämonischen musikalischen Genie Svengali in eine Gesangs-Diva verwandelt wird. Nach diesem Vorbild entstanden auch einige Filme, u. a. mehrere Stummfilme (teilweise mit dem Titel Trilby), 1927 ein gleichnamiger Film mit Paul Wegener (Regie: Gennaro Righelli) und 1931 mit John Barrymore als Svengali (Regie: Archie Mayo). 1954 verkörperte  ihn Donald Wolfit in Svengali (Regie: Noel Langley, mit Hildegard Knef) und 1983 in einem gleichnamigen Fernsehfilm Peter O’Toole (Regie: Anthony Harvey, mit Jodie Foster).  
Als Svengali-Deck bezeichnet man ein besonders manipuliertes Kartenspiel in der Zauberkunst, bei dem der Zuschauer immer dieselbe Karte zieht.